# Marco Ritzberger
Marco Ritzberger est un footballeur liechtensteinois né le 27 décembre 1986 à Triesen (Liechtenstein).

## Carrière

### En club
- 2005-2012 : FC Vaduz ( Liechtenstein)

### Palmarès
- Champion de Suisse D2 : 2008
- Vainqueur de la Coupe du Liechtenstein : 2006, 2007, 2008, 2009, 2010, 2011.